# Rivalstvo Federera i Marija
Rodžer Federer iz Švajcarske i Endi Mari iz Velike Britanije su profesionalni teniseri koji su igrali do sada 25 puta. Švajcarac vodi u ukupnom skoru 14-11.
Mari je dominirao u ranoj fazi rivalstva, dobivši 6 od njihovih prvih 8 međusbonih duela, ali je Federer u međuvremenu izjednačio i potom preuzeo vođstvo, zabeleživši 9 pobeda u poslednjih 12 duela. S druge strane, na grend slem turnirima je od početka rivalstva Federer bio i ostao ubedljiv pošto je trijumfovao u 5 od njihovih 6 međusobnih duela. Marijeva jedina pobeda nad Federerom na grend slemovima se dogodila na Otvorenom prvenstvu Australije 2013.
Federer i Mari su držali prvu i drugu poziciju na svetskoj rang listi u isto vreme u periodu od avgusta do septembra 2009. godine.

## Istorija rivalstva

### 2005-2009.
Federer i Mari su se prvi put sastali u finalu Bangkoka 2005. Mari je tada imao samo 18 godina i igrao je svoje prvo finale, dok je Federer igrao 41. Federer je dobio taj meč, 6:3, 7:5.
2006. je Mari zabeležio svoj prvi trijumf nad Federerom u 2. rundi Sinsinati Mastersa. Marej je bio jedini igrač pored Rafaela Nadala koji je pobedio Federera te godine u istorijskoj sezoni u kojoj je Federer imao odnos pobeda i poraza 92-5. Naredne godine se nisu sastajali.
Godine 2008, Federer i Mari su odigrali četiri međusobna duela u kojima je Mari zabeležio tri pobede. Mariju je ovo bila godina proboja dok je Federer odigrao najslabiju sezonu od kada je postao svetski broj 1. Mari je dobio mečeve protiv Federera u Dubaiju, Madridu i u grupnoj fazi Masters kupa (što je bila pobeda kojom je eliminisao Federera iz takmičenja). Međutim, njihov najbitniji meč te godine, u finalu Ju-Es opena, je dobio Federer. Švajcarac je slavio u njihovom prvom međusobnom grend slem finalu i grend slem meču uopšte rezultatom, 6:2 7:5 6:2, osvojivši tako rekordnu 5. titulu na Ju-Es openu i 13. grend slem u karijeri.
Godine 2009. su Federer i Mari opet odigrali četiri meča koje su ovoga puta podelili 2-2. Mari je trijumfovao u prva dva duela, u polufinalu Dohe i Indijan Vels Mastersa, dok je Federer dobio sledeća dva, u polufinalu Sinsinati Mastersa (revanš za poraz od Marija na istom turniru iz 2006) i u grupnoj fazi Masters kupa (revanš za poraz od prethodne godine; ovoga puta je poraz doprineo Marijevoj eliminaciji sa turnira).

### 2010-2012.
2010. su treću godinu zaredom Federer i Mari odigrali četiri duela. Kao i prethodne godine, odnos pobeda je bio 2-2. Počeli su sezonu tako što su se obojica plasirala u finale Australijan opena. Njihovo drugo grend slem finale je dobio Federer rezultatom, 6:3, 6:4, 7:6(11). Тај-brejk koji su odigrali u trećem setu je bio drugi najduži u istoriji grend slem takmičenja po ukupnom broju poena (24). Federer je ovim trijumfom povećao svoj rekord po broju grend slem titula na 16. Naredna dva meča, Federer i Mari su odigrali u finalu Masters turnira u Kanadi i Šangaju. Oba je dobio Mari u dva seta. Na kraju sezone su se treću godinu zaredom sastali u grupnoj fazi Masters kupa. Federer je drugu godinu zaredom izašao kao pobednik, ovaj put bez izgubljenog seta, na putu ka tituli.
Godine 2011. se ovi rivali nisu nijednom sastali, da bi godinu posle toga odigrali najveći broj međusobnih duela u jednoj sezoni. Te 2012, Federer je dobio tri od pet njihovih međusobnih susreta. Čak tri meča su odigrali u Londonu, dok su preostala dva igrana u Dubaiju (Federer je dobio taj susret u finalu) i u Šangaju (Marej je trijumfovao u polufinalu). Njihov prvi meč u Londonu te godine se desio na Vimbldonu. Federer i Mari su se sastali u trećem međusobnom grend slem finalu i ponovo je Federer sprečio Marija da osvoji svoju prvu grend slem titulu. Mari je dobio prvi set (do tad nije osvojio nijedan u grend slem finalima), ali je Švajcarac ipak preokrenuo rezultat i trijumfovao, 4:6, 7:5, 6:3, 6:4. Federer je osvojio istorijski 7. Vimbldon, čime je izjednačio rekord, kao i svoju 17. grend slem titulu. Ovim trijumfom se takođe vratio na prvu poziciju svetske rang liste što mu je omogućilo da obori Samprasov rekord po broju nedelja na prvom mestu. Za manje od mesec dana, Federer i Mari su se opet susreli na centralnom terenu Sveengleskog kluba u borbi za zlatnu olimpijsku medalju. Federer je u polufinalu tog turnira odigrao meč koji je trajao 4 i po sata i zato nije mogao da pruži najbolju partiju protiv Marija koji je finale dobio ubedljivim rezultatom, 6:2, 6:1, 6:4. Na samom kraju godine, Federer i Mari su odigrali treći i poslednji duel u Londonu, po 4. put se sastavši na Masters kupu. Prvi put se desilo da igraju van grupne faze, u polufinalu, i Federer je odneo pobedu u tom meču u dva seta.

### 2013-2017.
Federer i Mari su 2013. odigrali samo jedan meč. Mari je konačno uspeo da porazi Švajcarca na grend slem turniru kada su se sastali te godine u polufinalu Australijan opena. U teškom petosetovnom meču, najdužem koji su odigrali jedan protiv drugog (trajao je tačno 4 sata), Mari je trijumfovao, 	
6:4, 6:7(5), 6:3, 6:7(2), 6:2, i plasirao se u svoje šesto grend slem finale, a treće uzastopno.
Međutim, od 2014. počinje Federerova dominacija u međusobnim duelima ova dva rivala i preokret u skoru. Federer je započeo niz od pet uzastopnih pobeda nad Marijem na istom mestu gde je prethodne godine doživeo poraz od Britanca - u Melburnu. Taj meč je igran u četvrtfinalu i Federer ga je dobio sa 3-1 u setovima. Tada je ujedno i poslednji put izgubio set od Marija u dosadašnjem toku njihovog rivalstva. Kasnije te godine su igrali u četvrtfinalu Sinsinati Mastersa i u grupnoj fazi Masters kupa (5. put da se sastaju na tom turniru, više nego i na jednom drugom). Federer je u oba meča trijumfovao sa 2-0, a posebno je bio impresivan u Londonu gde je ispustio samo jedan gem na putu ka pobedi. Na kraju 2014, Federer je prvi put bio u prednosti po broju pobeda u međusobnim duelima sa Marijem.
2015. su odigrali novi meč na Vimbldonu u polufinalu i Federer je trijumfovao sa 7:5, 7:5, 6:4. Mari je važio za blagog favorita zbog forme koju je pokazao te godine, ali Federer je odigrao jednu od najboljih partija u karijeri, posebno sa servis strane, kako bi osigurao plasman u finale Vimbldona drugu godinu za redom. Posle toga su se Federer i Mari našli poslednji put na Sinsinati Mastersu. Federer je opet trijumfovao bez izgubljenog seta na putu ka tituli.
Godine 2016. se nisu sastajali najpre zbog Federerove povrede i operacije kolena usled koje je bio u lošijoj formi. Takođe je iz istih razloga propustio celu drugu polovinu sezone. Ni 2017. se još nisu susreli, ovaj put zbog Marijevog lošijeg zdravlja (problema sa kukom) i posledično slabijih rezultata.

## Lista mečeva
| Legenda (2004–2008)             |
| Grend Slem turniri              |
| Masters Kup                     |
| ATP Masters Serija              |
| ATP Internacionalna Serija Gold |
| ATP Internacionalna Serija      |
| Dejvis Kup                      |

| Legenda (2009–ubuduće) |
| Grend Slem turniri     |
| ATP Masters Finale     |
| ATP Masters 1000       |
| ATP 500 Serija         |
| ATP 250 Serija         |
| Dejvis Kup             |

### Pojedinačno
Federer—Mari (14-11)
| Broj | Godina | Turnir               | Podloga   | Runda        | Pobednik | Retultat                          | Vreme (Sati:Minuta) | Federer | Mari | Setovi |
| ---- | ------ | -------------------- | --------- | ------------ | -------- | --------------------------------- | ------------------- | ------- | ---- | ------ |
| 1.   | 2005.  | Tajland open         | Tvrda (d) | Finale       | Federer  | 6–3, 7–5                          | 1:26                | 1       | 0    | 2/3    |
| 2.   | 2006.  | Sinsinati Masters    | Tvrda     | 2. kolo      | Mari     | 7–5, 6–4                          | 1:37                | 1       | 1    | 2/3    |
| 3.   | 2008.  | Dubai open           | Tvrda     | 1. kolo      | Mari     | 6–7(6–8), 6–3, 6–4                | 1:55                | 1       | 2    | 3/3    |
| 4.   | 2008.  | Ju-Es open           | Tvrda     | Finale       | Federer  | 6–2, 7–5, 6–2                     | 1:51                | 2       | 2    | 3/5    |
| 5.   | 2008.  | Madrid Masters       | Tvrda (d) | Polufinale   | Mari     | 3–6, 6–3, 7–5                     | 1:57                | 2       | 3    | 3/3    |
| 6.   | 2008.  | Masters kup          | Tvrda (d) | Grupna faza  | Mari     | 4–6, 7–6(7–3), 7–5                | 3:01                | 2       | 4    | 3/3    |
| 7.   | 2009.  | Katar open           | Tvrda     | Polufinale   | Mari     | 6–7(6–8), 6–2, 6–2                | 2:05                | 2       | 5    | 3/3    |
| 8.   | 2009.  | Indijan Vels Masters | Tvrda     | Polufinale   | Mari     | 6–3, 4–6, 6–1                     | 1:48                | 2       | 6    | 3/3    |
| 9.   | 2009.  | Sinsinati Masters    | Tvrda     | Polufinale   | Federer  | 6–2, 7–6(10–8)                    | 1:30                | 3       | 6    | 2/3    |
| 10.  | 2009.  | Masters kup          | Tvrda (d) | Grupna faza  | Federer  | 3–6, 6–3, 6–1                     | 1:58                | 4       | 6    | 3/3    |
| 11.  | 2010.  | Australijan open     | Tvrda     | Finale       | Federer  | 6–3, 6–4, 7–6(13–11)              | 2:41                | 5       | 6    | 3/5    |
| 12.  | 2010.  | Kanada Masters       | Tvrda     | Finale       | Mari     | 7–5, 7–5                          | 2:05                | 5       | 7    | 2/3    |
| 13.  | 2010.  | Šangaj Masters       | Tvrda     | Finale       | Mari     | 6–3, 6–2                          | 1:25                | 5       | 8    | 2/3    |
| 14.  | 2010.  | Masters kup          | Tvrda (d) | Grupna faza  | Federer  | 6–4, 6–2                          | 1:17                | 6       | 8    | 2/3    |
| 15.  | 2012.  | Dubai open           | Tvrda     | Finale       | Federer  | 7–5, 6–4                          | 1:37                | 7       | 8    | 2/3    |
| 16.  | 2012.  | Vimbldon             | Trava     | Finale       | Federer  | 4–6, 7–5, 6–3, 6–4                | 3:24                | 8       | 8    | 4/5    |
| 17.  | 2012.  | Olimpijske igre      | Trava     | Finale       | Mari     | 6–2, 6–1, 6–4                     | 1:56                | 8       | 9    | 3/5    |
| 18.  | 2012.  | Šangaj Masters       | Tvrda     | Polufinale   | Mari     | 6–4, 6–4                          | 1:38                | 8       | 10   | 2/3    |
| 19.  | 2012.  | Masters kup          | Tvrda (d) | Polufinale   | Federer  | 7–6(7–5), 6–2                     | 1:35                | 9       | 10   | 2/3    |
| 20   | 2013.  | Australijan open     | Tvrda     | Polufinale   | Mari     | 6–4, 6–7(5–7), 6–3, 6–7(2–7), 6–2 | 4:00                | 9       | 11   | 5/5    |
| 21.  | 2014.  | Australijan open     | Tvrda     | Četvrtfinale | Federer  | 6–3, 6–4, 6–7(6–8), 6–3           | 3:20                | 10      | 11   | 4/5    |
| 22.  | 2014.  | Sinsinati Masters    | Tvrda     | Četvrtfinale | Federer  | 6–3, 7–5                          | 1:33                | 11      | 11   | 2/3    |
| 23.  | 2014.  | Masters kup          | Tvrda (d) | Grupna faza  | Federer  | 6–0, 6–1                          | 0:56                | 12      | 11   | 2/3    |
| 24.  | 2015.  | Vimbldon             | Trava     | Polufinale   | Federer  | 7–5, 7–5, 6–4                     | 2:09                | 13      | 11   | 3/5    |
| 25.  | 2015.  | Sinsinati Masters    | Tvrda     | Polufinale   | Federer  | 6–4, 7–6(8–6)                     | 1:39                | 14      | 11   | 2/3    |

### Parovi
Federer–Mari (1-0)
| Broj | Godina | Turnir     | Podloga | Runda | Pobednici      | Rezultat                | Protivnici    | Federer | Mari |
| ---- | ------ | ---------- | ------- | ----- | -------------- | ----------------------- | ------------- | ------- | ---- |
| 1.   | 2005.  | Dejvis кup | Šljaka  | Baraž | Federer/Alegro | 7-5, 2-6, 7-6(7-1), 6-2 | Mari/Rusedski | 1       | 0    |

## Analiza mečeva
- Svi mečevi: Federer vodi 14–11
- Sva finala: Federer vodi 5–3
- Grend slem mečevi: Federer vodi 5–1
- Grend slem finala: Federer vodi 3–0
- Masters kup mečevi: Federer vodi 4–1
- Masters kup finala: nisu igrali 0-0
- ATP Masters 1000 mečevi: Mari vodi 6–3
- ATP Masters 1000 finala: Mari vodi 2–0
- Mečevi na Olimpijskim igrama: Mari vodi 1–0
- Finala Olimpijskih igara: Mari vodi 1–0
- Mečevi igrani u 3 seta: nerešeno 3–3
- Mečevi igrani u 5 setova: Federer vodi 5–2
- Mečevi gde su odigrani svih 5 setova: Mari vodi 1-0
- Parovi: Federer vodi 1–0

### Rezultati na podlogama
- Šljaka: nisu igrali 0-0
- Tvrda: Federer vodi 12-10
  - Na otvorenom: Mari vodi 8-7
  - U dvorani: Federer vodi 5-2
- Trava: Federer vodi 2–1

## Bilans na Grend slem turnirima
| P | F | PF | ČF | #K | GF | KV | N | Z# | B | Z | S | B | NMS | NO |

- Zatamnjeno = igrači su se susreli na tom turniru

### 2005–2010.
| Igrač          | 2005. | 2005. | 2005. | 2005. | 2006. | 2006. | 2006. | 2006. | 2007. | 2007. | 2007. | 2007. | 2008. | 2008. | 2008. | 2008. | 2008. | 2009. | 2009. | 2009. | 2009. | 2010. | 2010. | 2010. | 2010. |
| -------------- | ----- | ----- | ----- | ----- | ----- | ----- | ----- | ----- | ----- | ----- | ----- | ----- | ----- | ----- | ----- | ----- | ----- | ----- | ----- | ----- | ----- | ----- | ----- | ----- | ----- |
| Igrač          | AUS   | FRA   | VIM   | SAD   | AUS   | FRA   | VIM   | SAD   | AUS   | FRA   | VIM   | SAD   | AUS   | FRA   | VIM   | OLY   | SAD   | AUS   | FRA   | VIM   | SAD   | AUS   | FRA   | VIM   | SAD   |
| Rodžer Federer | PF    | PF    | P     | P     | P     | F     | P     | P     | P     | F     | P     | P     | PF    | F     | F     | ČF    | P     | F     | P     | P     | F     | P     | ČF    | ČF    | PF    |
| Endi Mari      | N     | N     | 3K    | 2K    | 1K    | 1K    | 4K    | 4K    | 4K    | N     | N     | 3K    | 1K    | 3K    | ČF    | 1K    | F     | 4K    | ČF    | PF    | 4K    | F     | 4K    | PF    | 3K    |

### 2011–2016.
| Igrač          | 2011. | 2011. | 2011. | 2011. | 2012. | 2012. | 2012. | 2012. | 2012. | 2013. | 2013. | 2013. | 2013. | 2014. | 2014. | 2014. | 2014. | 2015. | 2015. | 2015. | 2015. | 2016. | 2016. | 2016. | 2016. | 2016. |
| -------------- | ----- | ----- | ----- | ----- | ----- | ----- | ----- | ----- | ----- | ----- | ----- | ----- | ----- | ----- | ----- | ----- | ----- | ----- | ----- | ----- | ----- | ----- | ----- | ----- | ----- | ----- |
| Igrač          | AUS   | FRA   | VIM   | SAD   | AUS   | FRA   | VIM   | OLY   | SAD   | AUS   | FRA   | VIM   | SAD   | AUS   | FRA   | VIM   | SAD   | AUS   | FRA   | VIM   | SAD   | AUS   | FRA   | VIM   | OLY   | SAD   |
| Rodžer Federer | PF    | F     | ČF    | PF    | PF    | PF    | P     | S     | ČF    | PF    | ČF    | 2K    | 4K    | PF    | 4K    | F     | PF    | 3K    | ČF    | F     | F     | PF    | N     | PF    | N     | N     |
| Endi Mari      | F     | PF    | PF    | PF    | PF    | ČF    | F     | Z     | P     | F     | N     | P     | ČF    | ČF    | PF    | ČF    | ČF    | F     | PF    | PF    | 4K    | F     | F     | P     | Z     | ČF    |

### 2017–ubuduće
| Igrač          | 2017. | 2017. | 2017. | 2017. |
| -------------- | ----- | ----- | ----- | ----- |
| Igrač          | AUS   | FRA   | VIM   | SAD   |
| Rodžer Federer | P     | N     | P     |       |
| Endi Mari      | 4K    | PF    | ČF    |       |